# Bzommar
Bzommar is een plaats in Libanon. In het klooster Bzommar is de patriarchale zetel van de Armeens-Katholieke Kerk gevestigd. Bzommar ligt op 930 meter hoogte op een heuvel, 30 kilometer van Beiroet.
Hagop Bedros II Hovsepian, de tweede patriarch van de Armeens-Katholieke Kerk, verplaatste de patriarchale zetel in 1749 van Kreim naar Bzommar.
In 1866 verplaatste patriarch Andon Bedros IX Hassunian de zetel naar Constantinopel. Na de Armeense Genocide in 1915 moest patriarch Boghos Bedros XIII Terzian Constantinopel verlaten. In 1928 werd de zetel weer in Bzommar gevestigd.
In het klooster is ook het armeens-katholieke Patriarchaal Instituut (ICPB) gevestigd.